# The Wakefield Case

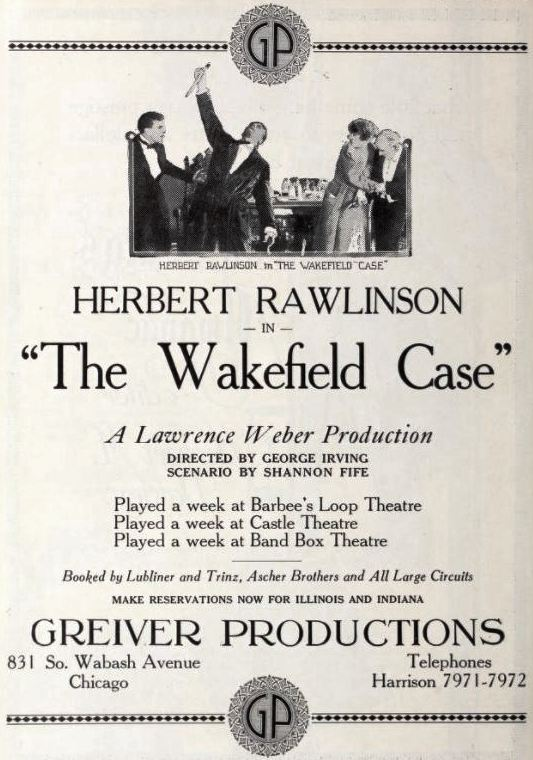
Annonce pour le film dans Exhibitors Herald.

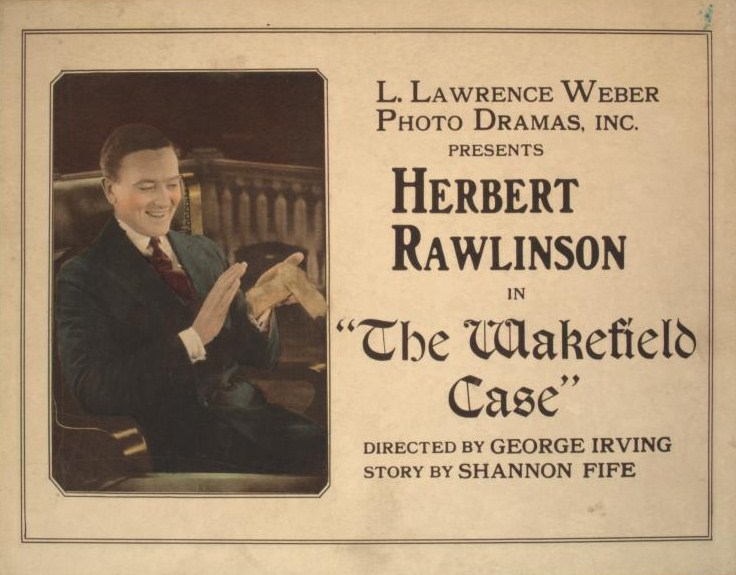
Carte promotionnelle pour le film.

The Wakefield Case est un film américain réalisé par George Irving, sorti en 1921.

## Synopsis
Le dramaturge William Wakefield Jr. mène une enquête lorsque son père est tué après avoir failli capturer James et Richard Krogan, qui étaient en possession de quatre rubis appartenant au British Museum, et qui ont ensuite été acquis par le gang Breen. L'enquête suggère que Breen est responsable de la mort de Wakefield père, et William la poursuit jusqu'aux États-Unis. Les véritables identités de plusieurs personnages, dont les voleurs et la fille, sont remises en question. Cependant, William découvre finalement les coupables, résout l'affaire et apprend que Ruth Gregg, dont il est tombé amoureux, n'est pas seulement « la fille Breen », mais aussi un agent des services secrets se faisant passer pour un membre du gang.

## Fiche technique
- Réalisation : George Irving
- Scénario : Shannon Fife d'après une histoire de Lillian Case Russell[2]
- Productrice : Lois Weber
- Production : Lawrence-Weber Photo Dramas
- Photographie : William S. Adams
- Genre : Mystère, mélodrame[3]
- Distributeur : World Film Company
- Durée : 6 bobines
- Date de sortie : mai 1921

## Distribution
- Herbert Rawlinson : Wakefield Jr.
- John P. Wade : Wakefield Sr.
- J. H. Gilmour : Gregg
- Charles Dalton : Richard Krogan
- Joseph Burke : James Krogan
- Jere Austin : Bryson
- William Black : Blaine
- H. L. Dewey : Briggs
- Florence Billings : Ruth Gregg